# Матарана (Ла Специја)
Матарана је насеље у Италији у округу Ла Специја, региону Лигурија.
Према процени из 2011. у насељу је живело 202 становника. Насеље се налази на надморској висини од 504 м.